# Церковь Христа (Спиталфилдс)
Церковь Христа — англиканская церковь в районе Лондона Спиталфилдс, Великобритания. Была построена в 1714—1729 годах по проекту Николаса Хоксмура. Одна из первых так называемых «комиссионерских» церквей церквей, возведённых для Комиссии по строительству пятидесяти новых церквей, после «Великого лондонского пожара» 1666 года согласно акту парламента 1711 года.

## История
В марте 1711 года в палате общин был представлен доклад о населении и количестве церквей в приходах Вестминстера, Лондона и прилегающих территорий. Согласно парламентскому комитету, 342 000 жителей не имело доступа к церкви. Исхода из расчёта, что одна церковь рассчитана на 4750 прихожан, было постановлено, что необходимо строительство 72 церквей, но с вычетом французских протестантов и внеконфессиональных жителей было принято решение о возведении 50 церквей.
Церковь Христа была одной из шести церквей, спроектированных Николасом Хоксмуром для комиссии. Проект Хоксмура был утверждён в апреле 1714 года, строительство началось осенью того же года. Первый камень фундамента был заложен в 1715 году. Строительные работы затянусь до 1729 года и обошлись в 40 000 фунтов.

## Архитектура
Архитектура церкви Христа демонстрирует характерный для творчества Николаса Хоксмура стиль позднего английского барокко и начала классицизма с романо-готическими реминисценциями, характерными для «стиля королевы Анны» и раннегеоргианского периода культуры Великобритании.
Композиция храма определяется продольным нефом с трёхступенчатой башней западного фасада, обработанной классицистическим ордером и увенчанной романо-готическим шатром. Как и в других лондонских церквях Хоксмура, центральная часть нефа организована вокруг двух осей. Короткая ось трансепта подчёркнута двумя выходами, из которых сохранился только южный. Плоский потолок богато декорирован и освещён верхним рядом окон. Венецианское окно на востоке может свидетельствовать о влиянии «палладиевой архитектуры», либо быть рифмой арочному фронтону входного портика. Восточное окно является двойным, но этот элемент скрывается за более поздними витражами викторианской эпохи.